# Groupe des deux

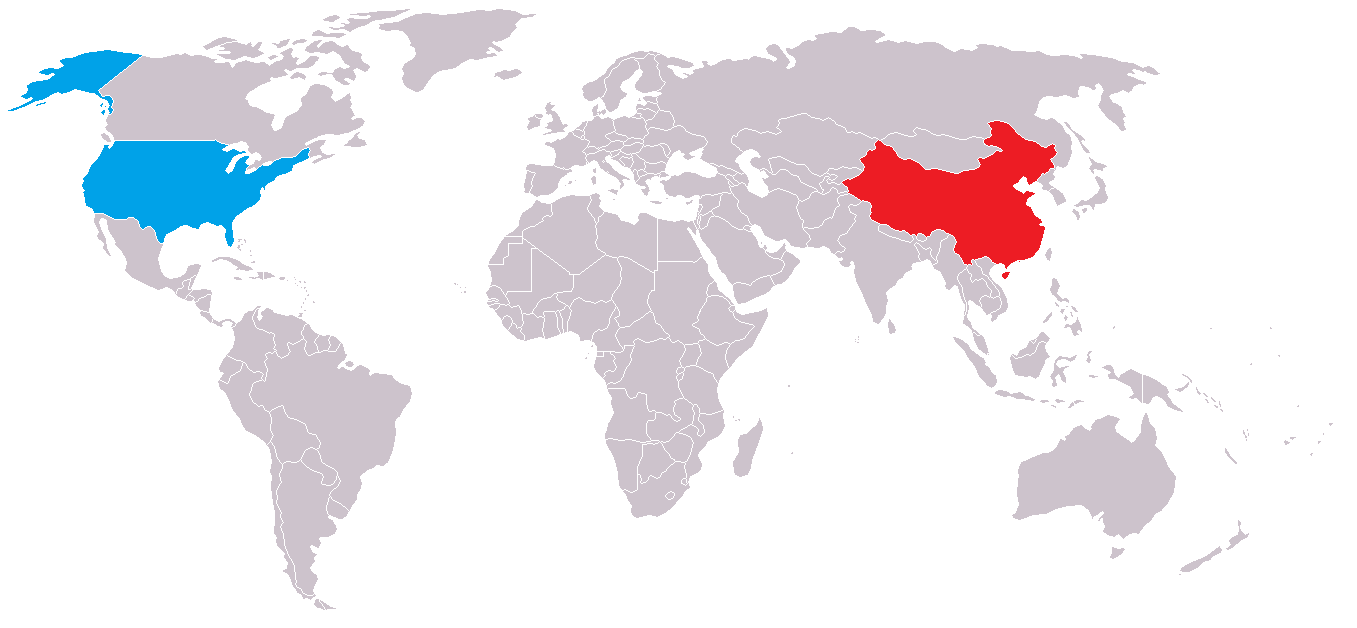
La Chine et les États-Unis.

Le Groupe des deux (G-2 ou G2) est le nom informel donné aux relations entre les États-Unis et la République populaire de Chine.
Donné à l'origine par l'économiste et conseiller politique américain C. Fred Bergsten en 2005, principalement pour décrire la relation économique entre les deux pays, la notion a commencé à gagner plus de poids et à s'élargir grâce aux experts en politique internationale, comme un terme reconnaissant la centralité des relations sino-américaines vers les débuts de la présidence de Barack Obama. Les principaux partisans de ce terme incluent l'ancien conseiller à la sécurité nationale Zbigniew Brzeziński, l'historien britannique Niall Ferguson, l'ancien président de la Banque mondiale Robert Zoellick et l'ancien vice-président de la banque mondiale Justin Yifu Lin.

## Histoire
Le concept de G-2 a été évoqué pour la première fois par l' économiste C. Fred Bergsten en 2005. En 2009, Bergsten avance les arguments suivants en faveur d'une telle relation :
- La Chine dépassera bientôt le Japon pour devenir la deuxième économie mondiale derrière les États-Unis ;
- à eux deux, ils ont représenté près de la moitié de la croissance mondiale pendant les quatre années d'essor qui ont précédé la crise[Laquelle ?] ;
- ce sont les deux plus grandes économies ;
- ce sont les deux plus grandes nations commerçantes ;
- ils sont les deux plus grands pollueurs ;
- ces économies se trouvent aux extrémités opposées du plus grand déséquilibre commercial et financier du monde : les États-Unis sont le pays le plus déficitaire et le plus débiteur, tandis que la Chine est le pays le plus excédentaire et le plus détenteur de réserves en dollars ;
- ils sont les chefs de file des deux groupes, les pays industrialisés à revenu élevé d'une part et les marchés émergents et nations en développement d'autre part, qui représentent chacun environ la moitié de la production mondiale[2].

Zbigniew Brzeziński avait été un ardent défenseur de ce concept. Il a publiquement défendu cette idée à Pékin en janvier 2009, alors que les deux pays célébraient le 30e anniversaire de l'établissement de liens diplomatiques officiels. Il considère le G-2 informel comme utile pour trouver des solutions à la crise financière mondiale, au changement climatique (voir Politique climatique), au programme nucléaire de la Corée du Nord, au programme nucléaire de l'Iran, aux guerres et conflits indo-pakistanais, au conflit israélo-palestinien, au maintien de la paix des Nations unies, à la prolifération nucléaire et au désarmement nucléaire. Il a qualifié le principe d'harmonie « de mission digne des deux pays, dotée du potentiel le plus extraordinaire pour façonner notre avenir collectif »,.
L'historien Niall Ferguson a également défendu le concept du G-2. Il a inventé le terme « Chimerica » pour décrire la nature symbiotique des relations économiques entre les États-Unis et la Chine.
Robert Zoellick, ancien président de la Banque mondiale, et Justin Yifu Lin, ancien économiste en chef et premier vice-président de la Banque, ont déclaré que le G-2 est crucial pour la reprise économique et que les États-Unis et la Chine doivent travailler ensemble. Ils affirment que « sans un G-2 fort, le G-20 sera décevant ».
Bien que largement débattu, le concept de G-2 n'a pas été entièrement défini. Selon Brzezinski, le G-2 décrit les réalités actuelles, tandis que pour l'ancien ministre britannique des affaires étrangères David Miliband, un G-2 pourrait voir le jour dans un avenir prévisible. Miliband propose l'Intégration européenne comme moyen de créer un G-3 potentiel composé des États-Unis, de la Chine et de l'Union européenne.
L'ancien président Barack Obama et l'ancienne secrétaire d'État américaine Hillary Clinton se sont montrés très favorables à de bonnes relations entre les deux pays et à une coopération accrue sur un plus grand nombre de sujets, plus souvent. L'ancien secrétaire d'État Henry Kissinger a déclaré que les relations entre les États-Unis et la Chine devraient être « portées à un nouveau niveau ». Certains experts ont contesté l'efficacité d'un G-2, mais Hillary Clinton a déclaré qu'il n'y avait pas de G-2.
En juin 2023, les idées sur le G2 ont refait surface en tant que moyen potentiel de guider les relations sino-américaines.
Le concept de G-2 a souvent été évoqué dans les médias internationaux lors de grandes réunions bilatérales telles que le dialogue stratégique et économique et les visites d'État, ainsi que lors de sommets mondiaux tels que les réunions du G-20 et le sommet de Copenhague.